# Krefelder Fußball-Club Uerdingen 05 1998-1999
Questa voce raccoglie le informazioni riguardanti il Krefelder Fußball-Club Uerdingen 05 nelle competizioni ufficiali della stagione 1998-1999.

## Stagione
Nella stagione 1998-1999 l'Uerdingen, allenato da Jürgen Gelsdorf, Henk ten Cate e Ernst Middendorp, concluse il campionato di 2. Bundesliga al 16º posto e fu retrocessoo in Regionalliga. In Coppa di Germania l'Uerdingen fu eliminato agli ottavi di finale dal Siegen.

## Rosa
| N. |                                 | Ruolo | Calciatore         |
| -- | ------------------------------- | ----- | ------------------ |
| 1  | Germania (bandiera)             | P     | Achim Hollerieth   |
| 2  | Bosnia ed Erzegovina (bandiera) | C     | Almedin Civa       |
| 3  | Germania (bandiera)             | D     | Robert Nikolic     |
| 4  | Croazia (bandiera)              | D     | Zoran Tomčić       |
| 5  | Germania (bandiera)             | D     | Jürgen Radschuweit |
| 6  | Germania (bandiera)             | D     | Uwe Grauer         |
| 7  | Italia (bandiera)               | A     | Giancarlo Fiore    |
| 8  | Germania (bandiera)             | A     | Dirk van der Ven   |
| 10 | Germania (bandiera)             | C     | Erwin Bradasch     |
| 10 | Rep. Ceca (bandiera)            | C     | Daniel Šmejkal     |
| 11 | Germania (bandiera)             | C     | Markus von Ahlen   |
| 13 | Germania (bandiera)             | C     | Lars Müller        |
| 15 | Germania (bandiera)             | C     | Jörg Scherbe       |

| N. |                                 | Ruolo | Calciatore            |
| -- | ------------------------------- | ----- | --------------------- |
| 16 | Polonia (bandiera)              | A     | Mirosław Spizak       |
| 17 | Rep. Ceca (bandiera)            | D     | Miroslav Janota       |
| 18 | Paesi Bassi (bandiera)          | A     | Hans van de Haar      |
| 19 | Germania (bandiera)             | C     | Heinz Vossen          |
| 20 | Bulgaria (bandiera)             | D     | Peter Kushev          |
| 21 | Germania (bandiera)             | A     | Sven Schuchardt       |
| 22 | Germania (bandiera)             | C     | Michael Lorenz        |
| 23 | Germania (bandiera)             | P     | Daniel Eschbach       |
| 24 | Germania (bandiera)             | C     | Sebastian Kaul        |
| 25 | Germania (bandiera)             | C     | Andreas Passerschröer |
| 26 | Germania (bandiera)             | P     | Christian Vander      |
| 27 | Bosnia ed Erzegovina (bandiera) | C     | Fuad Šašivarević      |
| 28 | Germania (bandiera)             | C     | Michael Hüsing        |

## Organigramma societario
Area tecnica
- Allenatore: Ernst Middendorp
- Allenatore in seconda:
- Preparatore dei portieri:
- Preparatori atletici:

## Calciomercato

### Sessione estiva
| Acquisti | Acquisti         | Acquisti          | Acquisti |
| R.       | Nome             | da                | Modalità |
| -------- | ---------------- | ----------------- | -------- |
| C        | Fuad Šašivarević | NK Zagabria       |          |
| A        | Hans van de Haar | De Graafschap     |          |
| C        | Heinz Vossen     | Remscheid         |          |
| C        | Almedin Civa     | Union Berlino     |          |
| C        | Michael Lorenz   | BFC Dynamo        |          |
| A        | Delain Sasa      | Rhenania Würselen |          |
| A        | Sven Schuchardt  | F. Düsseldorf II  |          |
| C        | Daniel Šmejkal   | Norimberga        |          |
| D        | Zoran Tomčić     | Wolfsburg         |          |
| C        | Markus von Ahlen | Meppen            |          |

| Cessioni | Cessioni             | Cessioni          | Cessioni |
| R.       | Nome                 | a                 | Modalità |
| -------- | -------------------- | ----------------- | -------- |
| C        | Robbie Middleby      | Eintracht Treviri |          |
| A        | John van Buskirk     | LR Ahlen          |          |
| P        | Alexander Bade       | Amburgo           |          |
| C        | Artem Bezrodnyj      | Spartak Mosca     |          |
| C        | Dīmītrīs Grammozīs   | Amburgo           |          |
| A        | Radek Onderka        | LR Ahlen          |          |
| C        | Markus Staar         | Pfullendorf       |          |
| C        | Oliver Straube       | Amburgo           |          |
| D        | Hasan Vural          | Energie Cottbus   |          |
| C        | Marcus Wedau         | Duisburg          |          |
| C        | Claus-Dieter Wollitz | Colonia           |          |

### Sessione invernale
| Acquisti | Acquisti        | Acquisti       | Acquisti |
| R.       | Nome            | da             | Modalità |
| -------- | --------------- | -------------- | -------- |
| D        | Miroslav Janota | Viktoria Plzeň |          |

| Cessioni | Cessioni      | Cessioni            | Cessioni |
| R.       | Nome          | a                   | Modalità |
| -------- | ------------- | ------------------- | -------- |
| C        | Tomasz Kakala | Straelen            |          |
| C        | Mario Nacev   | Bayer Leverkusen II |          |
| A        | Delain Sasa   | Bayer Leverkusen II |          |
| D        | Guido Schmitz | Paderborn           |          |

## Risultati

### 2. Bundesliga

#### Girone di andata
| Oberhausen 2 agosto 1998, ore 15:00 CEST 1ª giornata | RW Oberhausen | 0 – 0 referto | Uerdingen 05 | Niederrheinstadion (7 300 spett.)\| Arbitro: \| Stark \| |
| Arbitro:                                             | Stark         |               |              |                                                          |

| Arbitro: | Gettke |

|            |           |                               |
| Tomčić 90’ | Marcatori | 4’ Brdarić 89’ Younga-Mouhani |

| Arbitro: | Kinhöfer |

|                       |           |                        |
| Niestroj 12’ Tare 76’ | Marcatori | 28’ Spizak 33’ Šmejkal |

| Arbitro: | Perl |

|                                    |           |  |
| Scherbe 56’ (rig.) van der Ven 68’ | Marcatori |  |

| Arbitro: | Wendorf |

|  |           |            |
|  | Marcatori | 53’ Marell |

| Arbitro: | Sippel |

|                                    |           |               |
| Melzig 22’ Aračić 25’ Szewczyk 75’ | Marcatori | 32’ von Ahlen |

| Arbitro: | Haupt |

|                        |           |                 |
| Ristau 36’ Allievi 87’ | Marcatori | 71’ Radschuweit |

| Arbitro: | Hauer |

|            |           |                            |
| Spizak 42’ | Marcatori | 28’, 82’ Krieg 56’ Meißner |

| Arbitro: | Weiner |

|                 |           |  |
| Bałuszyński 55’ | Marcatori |  |

| Arbitro: | Kammerer |

|  |           |                              |
|  | Marcatori | 35’ Felgenhauer 67’ van Lent |

| Arbitro: | Wezel |

|                      |           |                            |
| van der Ven 39’, 45’ | Marcatori | 23’ Gaißmayer 80’ Schuster |

| Arbitro: | Gagelmann |

|                   |           |  |
| Ahanfouf 68’, 90’ | Marcatori |  |

| Arbitro: | Meyer |

|                      |           |                            |
| Zdrilić 74’ Góra 81’ | Marcatori | 45’ Vossen 58’ van der Ven |

| Arbitro: | Ortola-Knopp |

|                 |           |                    |
| Šašivarević 53’ | Marcatori | 25’, 48’ Policella |

| Arbitro: | Koop |

|                            |           |                                            |
| Savichev 62’ Puschmann 72’ | Marcatori | 33’ de Haar 44’ van der Ven 90’ Schuchardt |

| Krefeld 4 dicembre 1998, ore 19:00 CET 17ª giornata | Uerdingen 05 | 0 – 0 referto | Energie Cottbus | Grotenburg Stadion (1 570 spett.)\| Arbitro: \| Hilmes \| |
| Arbitro:                                            | Hilmes       |               |                 |                                                           |

| Arbitro: | Fleischer |

|                        |           |                |
| de Haar 38’ Vossen 54’ | Marcatori | 10’, 56’ Weber |

#### Girone di ritorno
| Arbitro: | Wack |

|                      |           |             |
| von Ahlen 74’ (aut.) | Marcatori | 68’ Scherbe |

| Arbitro: | Weber |

|  |           |            |
|  | Marcatori | 89’ Gerber |

| Arbitro: | Gagelmann |

|                                                |           |          |
| Šašivarević 5’ de Haar 9’, 40’ Zedi 17’ (aut.) | Marcatori | 34’ Tare |

| Arbitro: | Anklam |

|                              |           |  |
| Meyer 74’ (rig.) Bozinov 88’ | Marcatori |  |

| Arbitro: | Haupt |

|  |           |             |
|  | Marcatori | 52’ Scherbe |

| Arbitro: | Kircher |

|                |           |                               |
| Kushev 2’, 15’ | Marcatori | 29’, 49’ Frigård 88’ Mičevski |

| Fürth; 4 aprile 1999, ore 15:00 CEST 24ª giornata | Greuther Fürth | 0 – 0 referto | Uerdingen 05 | Playmobil-Stadion (7 500 spett.)\| Arbitro: \| Lange \| |
| Arbitro:                                          | Lange          |               |              |                                                         |

| Krefeld 9 aprile 1999, ore 19:00 CEST 25ª giornata | Uerdingen 05 | 0 – 0 referto | Wattenscheid 09 | Grotenburg Stadion (5 087 spett.)\| Arbitro: \| Schütz \| |
| Arbitro:                                           | Schütz       |               |                 |                                                           |

| Arbitro: | Perl |

|  |           |            |
|  | Marcatori | 33’ Spizak |

| Arbitro: | Schmidt |

|  |           |                                         |
|  | Marcatori | 21’, 51’ (rig.), 53’ Labbadia 89’ Alder |

| Arbitro: | Hilmes |

|                                              |           |  |
| Bähr 52’ Wollitz 65’ Donkov 70’ Munteanu 84’ | Marcatori |  |

| Arbitro: | Schößling |

|                                           |           |  |
| de Haar 14’ Spizak 69’ Scherbe 88’ (rig.) | Marcatori |  |

| Arbitro: | Anklam |

|                                   |           |            |
| Kreuz 6’ (rig.) Addo 41’ Lala 90’ | Marcatori | 15’ Vossen |

| Arbitro: | Blumenstein |

|                    |           |                   |
| Kaul 36’ Fiore 80’ | Marcatori | 32’ (aut.) Vander |

| Arbitro: | Wendorf |

|                                    |           |  |
| Hock 50’ Spyrka 64’ Herzberger 90’ | Marcatori |  |

| Arbitro: | Wezel |

|                    |           |           |
| Scherbe 48’ (rig.) | Marcatori | 17’ Marin |

| Arbitro: | Friedrichs |

|                                       |           |  |
| Heidrich 11’, 84’ Labak 52’, 82’, 89’ | Marcatori |  |

### Coppa di Germania
| Arbitro: | Blumenstein |

|               |           |                               |
| Hannemann 15’ | Marcatori | 68’ Spizak 81’ (rig.) Scherbe |

| Arbitro: | Zerr |

|                                               |                      |                                                    |
| Šmejkal 68’                                   | Marcatori            | 5’ Marin                                           |
| Šmejkal Nacev Spizak Grauer Scherbe von Ahlen | Tiri di rigore 5 – 4 | Trulsen Stanislawski Seeliger Savichev Marin Hanke |

| Arbitro: | Schößling |

|           |           |  |
| Cirba 75’ | Marcatori |  |

## Statistiche

### Statistiche di squadra
| Competizione      | Punti | In casa | In casa | In casa | In casa | In casa | In casa | In trasferta | In trasferta | In trasferta | In trasferta | In trasferta | In trasferta | Totale | Totale | Totale | Totale | Totale | Totale | DR  |
| Competizione      | Punti | G       | V       | N       | P       | Gf      | Gs      | G            | V            | N            | P            | Gf           | Gs           | G      | V      | N      | P      | Gf     | Gs     | DR  |
| ----------------- | ----- | ------- | ------- | ------- | ------- | ------- | ------- | ------------ | ------------ | ------------ | ------------ | ------------ | ------------ | ------ | ------ | ------ | ------ | ------ | ------ | --- |
| 2. Bundesliga     | 31    | 17      | 4       | 5       | 8       | 21      | 25      | 17           | 3            | 5            | 9            | 13           | 32           | 34     | 7      | 10     | 17     | 34     | 57     | -23 |
| Coppa di Germania | -     | 1       | 0       | 1       | 0       | 1       | 1       | 2            | 1            | 0            | 1            | 2            | 2            | 3      | 1      | 1      | 1      | 3      | 3      | 0   |
| Totale            | 31    | 18      | 4       | 6       | 8       | 22      | 26      | 19           | 4            | 5            | 10           | 15           | 34           | 37     | 8      | 11     | 18     | 37     | 60     | -23 |

### Andamento in campionato
| Giornata  | 1 | 2  | 3  | 4  | 5  | 6  | 7  | 8  | 9  | 10 | 11 | 12 | 13 | 14 | 15 | 16 | 17 | 18 | 19 | 20 | 21 | 22 | 23 | 24 | 25 | 26 | 27 | 28 | 29 | 30 | 31 | 32 | 33 | 34 |
| --------- | - | -- | -- | -- | -- | -- | -- | -- | -- | -- | -- | -- | -- | -- | -- | -- | -- | -- | -- | -- | -- | -- | -- | -- | -- | -- | -- | -- | -- | -- | -- | -- | -- | -- |
| Luogo     | T | C  | T  | C  | C  | T  | T  | C  | T  | C  | C  | T  | T  | C  | T  | C  | C  | T  | C  | C  | T  | T  | C  | T  | C  | T  | C  | T  | C  | T  | C  | T  | C  | T  |
| Risultato | N | P  | N  | V  | P  | P  | P  | P  | P  | P  | N  | P  | N  | P  | V  | N  | N  | N  | P  | V  | P  | V  | P  | N  | N  | V  | P  | P  | V  | P  | V  | P  | N  | P  |
| Posizione | 9 | 14 | 14 | 10 | 13 | 14 | 15 | 16 | 17 | 18 | 18 | 18 | 18 | 18 | 18 | 18 | 18 | 18 | 17 | 16 | 17 | 16 | 17 | 18 | 17 | 17 | 18 | 18 | 17 | 17 | 16 | 16 | 16 | 16 |

Legenda:

Luogo: C = Casa; T = Trasferta. Risultato: V = Vittoria; N = Pareggio; P = Sconfitta.

### Statistiche dei giocatori
| Giocatore        | 2. Bundesliga | 2. Bundesliga | 2. Bundesliga | 2. Bundesliga | Coppa di Germania | Coppa di Germania | Coppa di Germania | Coppa di Germania | Totale   | Totale | Totale      | Totale     |
| Giocatore        | Presenze      | Reti          | Ammonizioni   | Espulsioni    | Presenze          | Reti              | Ammonizioni       | Espulsioni        | Presenze | Reti   | Ammonizioni | Espulsioni |
| ---------------- | ------------- | ------------- | ------------- | ------------- | ----------------- | ----------------- | ----------------- | ----------------- | -------- | ------ | ----------- | ---------- |
| E. Bradasch      | 6             | 0             | 1             | 0             | 0                 | 0                 | 0                 | 0                 | 6        | 0      | 1           | 0          |
| A. Civa          | 33            | 0             | 7             | 0             | 3                 | 0                 | 2                 | 0                 | 36       | 0      | 9           | 0          |
| D. Eschbach      | 2             | 0             | 0             | 0             | 0                 | 0                 | 0                 | 0                 | 2        | 0      | 0           | 0          |
| G. Fiore         | 5             | 1             | 0             | 0             | 0                 | 0                 | 0                 | 0                 | 5        | 1      | 0           | 0          |
| U. Grauer        | 30            | 0             | 3             | 2             | 3                 | 0                 | 0                 | 0                 | 33       | 0      | 3           | 2          |
| A. Hollerieth    | 28            | 0             | 3             | 0             | 3                 | 0                 | 0                 | 0                 | 31       | 0      | 3           | 0          |
| M. Hüsing        | 3             | 0             | 0             | 0             | 0                 | 0                 | 0                 | 0                 | 3        | 0      | 0           | 0          |
| M. Janota        | 10            | 0             | 1             | 1             | 0                 | 0                 | 0                 | 0                 | 10       | 0      | 1           | 1          |
| T. Kakala        | 5             | 0             | 0             | 0             | 1                 | 0                 | 0                 | 0                 | 6        | 0      | 0           | 0          |
| S. Kaul          | 14            | 1             | 1             | 0             | 1                 | 0                 | 1                 | 0                 | 15       | 1      | 2           | 0          |
| P. Kushev        | 15            | 2             | 6             | 0             | 0                 | 0                 | 0                 | 0                 | 15       | 2      | 6           | 0          |
| M. Lorenz        | 15            | 0             | 2             | 1             | 0                 | 0                 | 0                 | 0                 | 15       | 0      | 2           | 1          |
| R. Middleby      | 4             | 0             | 1             | 0             | 0                 | 0                 | 0                 | 0                 | 4        | 0      | 1           | 0          |
| L. Müller        | 10            | 0             | 2             | 0             | 2                 | 0                 | 0                 | 0                 | 12       | 0      | 2           | 0          |
| M. Nacev         | 8             | 0             | 3             | 0             | 1                 | 0                 | 0                 | 0                 | 9        | 0      | 3           | 0          |
| R. Nikolic       | 27            | 0             | 4             | 1             | 3                 | 0                 | 1                 | 0                 | 30       | 0      | 5           | 1          |
| A. Passerschröer | 1             | 0             | 0             | 0             | 0                 | 0                 | 0                 | 0                 | 1        | 0      | 0           | 0          |
| J. Radschuweit   | 16            | 1             | 3             | 1             | 2                 | 0                 | 0                 | 0                 | 18       | 1      | 3           | 1          |
| D. Sasa          | 9             | 0             | 0             | 0             | 2                 | 0                 | 0                 | 0                 | 11       | 0      | 0           | 0          |
| J. Scherbe       | 33            | 5             | 4             | 0             | 3                 | 1                 | 1                 | 0                 | 36       | 6      | 5           | 0          |
| G. Schmitz       | 4             | 0             | 0             | 1             | 1                 | 0                 | 0                 | 0                 | 5        | 0      | 0           | 1          |
| S. Schuchardt    | 6             | 1             | 2             | 0             | 0                 | 0                 | 0                 | 0                 | 6        | 1      | 2           | 0          |
| M. Spizak        | 32            | 4             | 5             | 1             | 3                 | 1                 | 0                 | 0                 | 35       | 5      | 5           | 1          |
| Z. Tomčić        | 21            | 1             | 3             | 3             | 3                 | 0                 | 1                 | 0                 | 24       | 1      | 4           | 3          |
| C. Vander        | 5             | 0             | 0             | 0             | 0                 | 0                 | 0                 | 0                 | 5        | 0      | 0           | 0          |
| H. Vossen        | 20            | 3             | 1             | 0             | 1                 | 0                 | 1                 | 0                 | 21       | 3      | 2           | 0          |
| H. de Haar       | 21            | 5             | 5             | 1             | 1                 | 0                 | 0                 | 0                 | 22       | 5      | 5           | 1          |
| J. van Buskirk   | 8             | 0             | 3             | 0             | 1                 | 0                 | 1                 | 0                 | 9        | 0      | 4           | 0          |
| D. van der Ven   | 27            | 5             | 5             | 0             | 3                 | 0                 | 1                 | 0                 | 30       | 5      | 6           | 0          |
| M. von Ahlen     | 22            | 1             | 4             | 0             | 3                 | 0                 | 0                 | 0                 | 25       | 1      | 4           | 0          |
| F. Šašivarević   | 13            | 2             | 3             | 1             | 0                 | 0                 | 0                 | 0                 | 13       | 2      | 3           | 1          |
| D. Šmejkal       | 14            | 1             | 1             | 0             | 2                 | 1                 | 0                 | 0                 | 16       | 2      | 1           | 0          |